# Emboloecia
Emboloecia là một chi bướm đêm thuộc họ Noctuidae.